# Jaap Oudkerk
Jacob "Jaap" Oudkerk, född 2 augusti 1937 i Landsmeer, död 17 februari 2024 i Almere, var en nederländsk tävlingscyklist.
Oudkerk blev olympisk bronsmedaljör i lagförföljelse vid sommarspelen 1964 i Tokyo.
Oudkerk var gift med simmaren  Marianne Heemskerk.